# Швабль, Ирис
Ирис Швабль (в девичестве — Вальдхубер нем. Iris Schwabl; 2 июля 1987, Шладминг, Австрия) — австрийская биатлонистка. Дебютировала в биатлоне в соревнованиях юниоров в 2002 году. В 2005 году приняла участие в Чемпионате мира среди юниоров, показав 13-й результат в индивидуальной гонке на 10 км. На Чемпионате мира среди юниоров 2008 заняла 3 место в индивидуальной гонке и 11 в спринте.
В Кубке мира дебютировала в сезоне 2007-2008, в финском Контиолахти показав 66 результат в индивидуальной гонке на 15 км.
Наивысшим достижением на этапах Кубка мира является 19 место в индивидуальной гонке на 10 км на 8-м этапе Кубка мира по биатлону 2012/2013 в российском Сочи.

## Юниорские и молодёжные достижения
| Год  | Место проведения | Возраст | Инд | Спр | Пр | Эст |
| 2005 | ЧМ Контиолахти   | U19     | 13  | 17  | 26 | 12  |
| 2006 | ЧМ Преск-Айл     | U19     | 4   | 5   | 2  | 1   |
| 2007 | ЧМ Мартелло      | U21     | 21  | 32  | 33 | —   |
| 2007 | ЧЕ Банско        | U21     | 2   | 2   | 1  | —   |
| 2008 | ЧМ Рупольдинг    | U21     | 3   | 11  | 27 | —   |
| 2008 | ЧЕ Нове-Место    | U21     | 2   | 6   | 8  | —   |